# میترامایسین
میترامایسین (میتراسین) (به انگلیسی: Mithramycin)
رده درمانی: آنتی بیوتیک‌های مؤثر بر نئوپلاسم .
اشکال دارویی: آمپول

## موارد مصرف
این دارو برای کاهش سطح سرمی کلسیم در حالتهای بالارفتن  شدید کلسیم خون که به سایر داروها پاسخ نداده‌است، مصرف می‌شود و هیپرکلسیوری شدید (دفع ادراری کلسیم) مثلاً در سرطان بیضه. 

## مکانیسم اثر
این دارو یک مهار کننده قوی در فعالیت استئوکلاستیک (با مهار ساخت RNA )می‌باشد.

## عوارض جانبی
تهوع، استفراغ، اسهال، استوماتیت، اختلالات الکترولیتی، اختلال کلیوی، مسمومیت کلیوی، کبدی، کاهش فعالیت نخاعی، کاهش کلسیم خون و افزایش قابل برگشت کلسیم خون گزارش شده‌است .